# Langues batak
Pour les articles homonymes, voir Batak.
Les langues batak font partie de la branche des langues sumatra du Nord-Ouest de la branche malayo-polynésienne des langues austronésiennes. 
Elles sont parlées dans le nord de l'île indonésienne de Sumatra, dans les provinces d'Aceh et Sumatra du Nord. Elles se répartissent dans les sous-groupes suivants :
- Sous-groupe nord (3 langues) :
  - batak alas-kluet ;
  - batak karo ;
  - batak dairi.
- batak simalungun.
- Sous-groupe sud  (3 langues) :
  - batak toba ;
  - batak angkola ;
  - batak mandailing.